# Irsko morje
Irsko morje je del Atlantskega oceana, ki leži med otokoma Irsko in Veliko Britanijo. Z Atlantikom je na jugu povezan preko Kanala sv. Jurija (med Irsko in Walesom), na severu pa skozi Severni kanal (med Irsko in Škotsko). Otok Man leži na sredini Irskega morja. Morje je pomembno za gospodarstvo, trgovino in ribištvo. Načrtovana je bila tudi gradnja 80 km dolgega železniškega predora, ki bi povezoval Irsko z Veliko Britanijo.